# العلاقات السنغافورية الغرينادية
العلاقات السنغافورية الغرينادية هي العلاقات الثنائية التي تجمع بين سنغافورة وغرينادا.

## مقارنة بين البلدين
هذه مقارنة عامة ومرجعية للدولتين:
| وجه المقارنة                                              | سنغافورة                                                             | غرينادا                                |
| --------------------------------------------------------- | -------------------------------------------------------------------- | -------------------------------------- |
| المساحة (كم2)                                             | 719                                                                  | 348                                    |
| عدد السكان (نسمة)                                         | 5.89 مليون                                                           | 107.83 ألف                             |
| الكثافة السكانية (ن./كم²)                                 | 819.19 ألف                                                           | 30.99 ألف                              |
| العاصمة                                                   | سنغافورة                                                             | سانت جورجز                             |
| اللغة الرسمية                                             | لغة إنجليزية، اللغة الملايو، اللغة الصينية القياسية، اللغة التاميلية | لغة إنجليزية، إنكليزية غرنادة المولدة ‏ |
| العملة                                                    | دولار سنغافوري                                                       | دولار شرق الكاريبي                     |
| الناتج المحلي الإجمالي (بليون دولار)                      | 323.91 مليار                                                         | 1.12 مليار                             |
| الناتج المحلي الإجمالي (تعادل القوة الشرائية) بليون دولار | 472.59 مليار                                                         | 1.45 مليار                             |
| الناتج المحلي الإجمالي الاسمي للفرد دولار أمريكي          | 52.89 ألف                                                            | 9.21 ألف                               |
| الناتج المحلي الإجمالي للفرد دولار أمريكي                 | 82.76 ألف                                                            | 12.43 ألف                              |
| مؤشر التنمية البشرية                                      | 0.925                                                                | 0.750                                  |
| رمز المكالمات الدولي                                      | +65                                                                  | +1473                                  |
| رمز الإنترنت                                              | .sg                                                                  | .gd                                    |
| المنطقة الزمنية                                           | ت ع م+08:00، توقيت سنغافورة المنسق ‏                                  | 00                                     |

## منظمات دولية مشتركة
يشترك البلدان في عضوية مجموعة من المنظمات الدولية، منها:
| علم المنظمة | اسم المنظمة                               | تاريخ انضمام سنغافورة | تاريخ انضمام غرينادا |
| ----------- | ----------------------------------------- | --------------------- | -------------------- |
|             | مؤسسة التنمية الدولية                     | 27 سبتمبر 2002        | 28 أغسطس 1975        |
|             | يونسكو                                    | 8 أكتوبر 2007         | 17 فبراير 1975       |
|             | وكالة ضمان الاستثمار متعدد الأطراف        | 24 فبراير 1998        | 12 أبريل 1988        |
|             | الأمم المتحدة                             | 21 سبتمبر 1965        | 17 سبتمبر 1974       |
|             | دول الكومنولث                             | ?                     | ?                    |
|             | الاتحاد البريدي العالمي                   | ?                     | ?                    |
|             | البنك الدولي للإنشاء والتعمير             | 3 أغسطس 1966          | 27 أغسطس 1975        |
|             | الاتحاد الدولي للاتصالات                  | 22 أكتوبر 1965        | 17 نوفمبر 1981       |
|             | منظمة حظر الأسلحة الكيميائية              | ?                     | ?                    |
|             | مؤسسة التمويل الدولية                     | 4 سبتمبر 1968         | 28 أغسطس 1975        |
|             | المركز الدولي لتسوية المنازعات الاستشارية | 13 نوفمبر 1968        | 23 يونيو 1991        |
|             | منظمة التجارة العالمية                    | ?                     | ?                    |
|             | تحالف الدول الجزرية الصغيرة               | ?                     | ?                    |
|             | منظمة الشرطة الجنائية الدولية             | ?                     | ?                    |

## وصلات خارجية
- موقع وزارة الخارجية السنغافورية